# کریستین هنسن
کریستین هنسن (دانمارکی: Kristian Hansen; ۲۵ ژانویهٔ ۱۸۹۵ – ۱۳ ژوئن ۱۹۵۵) ژیمناست هنری اهل دانمارک بود.